# Footman

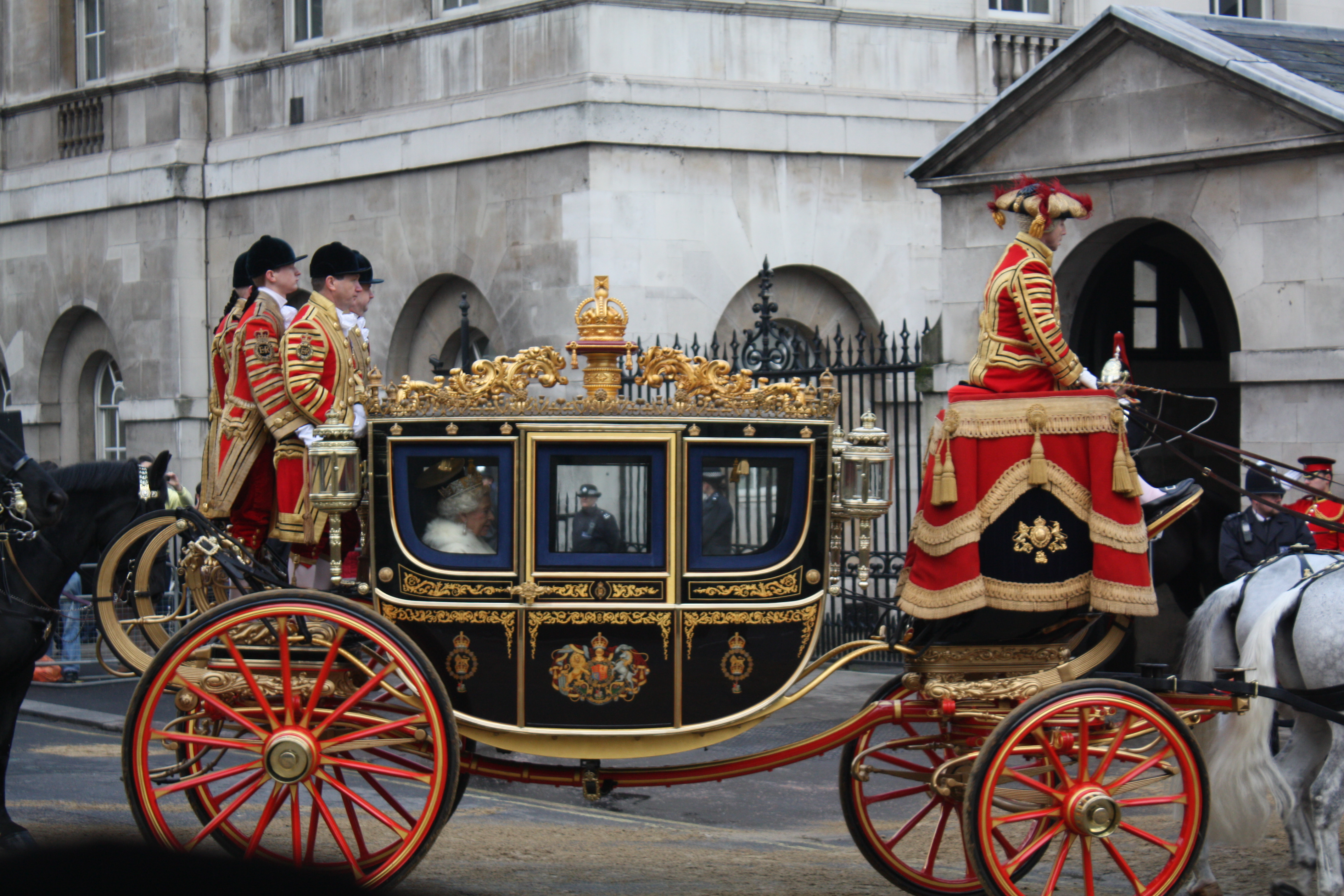
I valletti reali britannici indossano la loro livrea cerimoniale durante la Cerimonia di apertura del Parlamento del Regno Unito del 2008.

Il termine inglese footman (traducibile in italiano con lacchè o valletto) identifica un domestico uomo impiegato principalmente per servire a tavola o per occuparsi di una carrozza.

## Etimologia
Originariamente nel XIV secolo un footman indicava un soldato o un qualsiasi pedone, mentre in seguito venne usato per indicare un servitore che consegnava i messaggi andando a piedi. Poteva correre accanto o dietro le carrozze degli aristocratici, per assicurarsi che non si ribaltasse a causa di ostacoli come fossi o radici di alberi; occasionalmente poteva dirigersi anticipatamente verso la destinazione per preparare l'arrivo del proprio signore.

## Ruoli
Il nome era applicato a un domestico che serviva a tavola e assisteva, viaggiava sulla carrozza o sulla carrozza del suo datore di lavoro in caso di incidenti spiacevoli. In molti casi ci si aspettava che fungesse da guardia del corpo armata, infatti molti erano abili con le pistole per difendere la carrozza del loro datore di lavoro dai briganti.
Era la designazione data al servitore di rango più alto di questa classe in una data famiglia. Svolgeva il ruolo di vice maggiordomo e agiva come maggiordomo in assenza di quest'ultimo, sebbene alcune case più grandi avessero anche un sotto-maggiordomo di livello superiore al footman.
In una famiglia più numerosa, a vari footmen potevano essere assegnati compiti specifici come lo specialista dell'argenteria. Di solito svolgevano una serie di compiti che includevano servire i pasti, aprire e chiudere le porte, trasportare oggetti pesanti o spostare i mobili dietro i quali la cameriera doveva pulire. Potevano anche fungere da valletti, specialmente per gli ospiti in visita.

## Storia
I footmen erano una specie di lusso e quindi uno status symbol anche tra le classi che impiegavano la servitù. Svolgevano un ruolo meno essenziale del cuoco, della cameriera o persino del maggiordomo, ed erano impiegati solo dalle famiglie più grandi. Poiché un lacchè era per spettacolo tanto quanto per lavoro,  il fatto che fosse di bell'aspetto era molto apprezzato, incluse un'alta statura e gambe ben tornite, messe in mostra dal tradizionale abito con calzoni alla zuava. Ci si aspettava che i lacchè fossero scapoli, e tendevano a essere relativamente giovani; potevano, tuttavia, progredire verso altri incarichi, in particolare quello di maggiordomo. Un lacchè del XIX secolo, William Tayler, tenne un diario che è stato pubblicato: egli era sposato, ma lo tenne segreto ai suoi datori di lavoro e visitava la sua famiglia solo nei suoi giorni liberi.
Un tempo posizione comune nelle grandi case, il lacchè divenne molto più raro dopo la prima guerra mondiale, poiché sempre meno famiglie potevano permettersi grandi seguiti. Il ruolo è ora praticamente storico, sebbene i servitori con questa designazione siano ancora impiegati nella famiglia reale britannica, indossando una distintiva livrea scarlatta nelle occasioni di stato.